# DC 9/11: Time of Crisis
DC 9/11: Time of Crisis ist ein kanadisch-US-amerikanischer Politthriller aus dem Jahr 2003. Die Hauptrolle des Fernsehfilms spielte Timothy Bottoms.

## Handlung
Die Handlung setzt gegen 9:00 Uhr am 11. September 2001 ein, als ein Berater US-Präsident George W. Bush während eines Besuchs in einem Kindergarten die Nachricht eröffnet: „Amerika wird angegriffen!“ Wenige Minuten zuvor war ein Flugzeug in den Südturm des World Trade Centers gerast. Weiter geht es dann mit seiner Fahrt an den Ground Zero und gipfelt in seiner famosen Rede an die Nation neun Tage nach den Anschlägen.
Der Film zeigt die vielen schwierigen Entscheidungen und Handlungen denen der Präsident der Vereinigten Staaten und sein Stab ausgesetzt waren, mit der Möglichkeit des first war of the 21st Century.

## Hintergrund
Der erste Film, der die Terroranschläge vom 11. September behandelt, konzentriert sich weniger auf das Geschehen am Ground Zero in New York City oder das Pentagon, sondern schildert dabei die Ereignisse um den Stab von Präsident Bush.
Gedreht wurde das Drama, das bisher noch nie im deutschsprachigen Fernsehen ausgestrahlt wurde, in Toronto mit einem kanadischen Stab, um so US-amerikanische Filmemacher nicht an ihr Trauma zu erinnern.